# Lijsttrekker

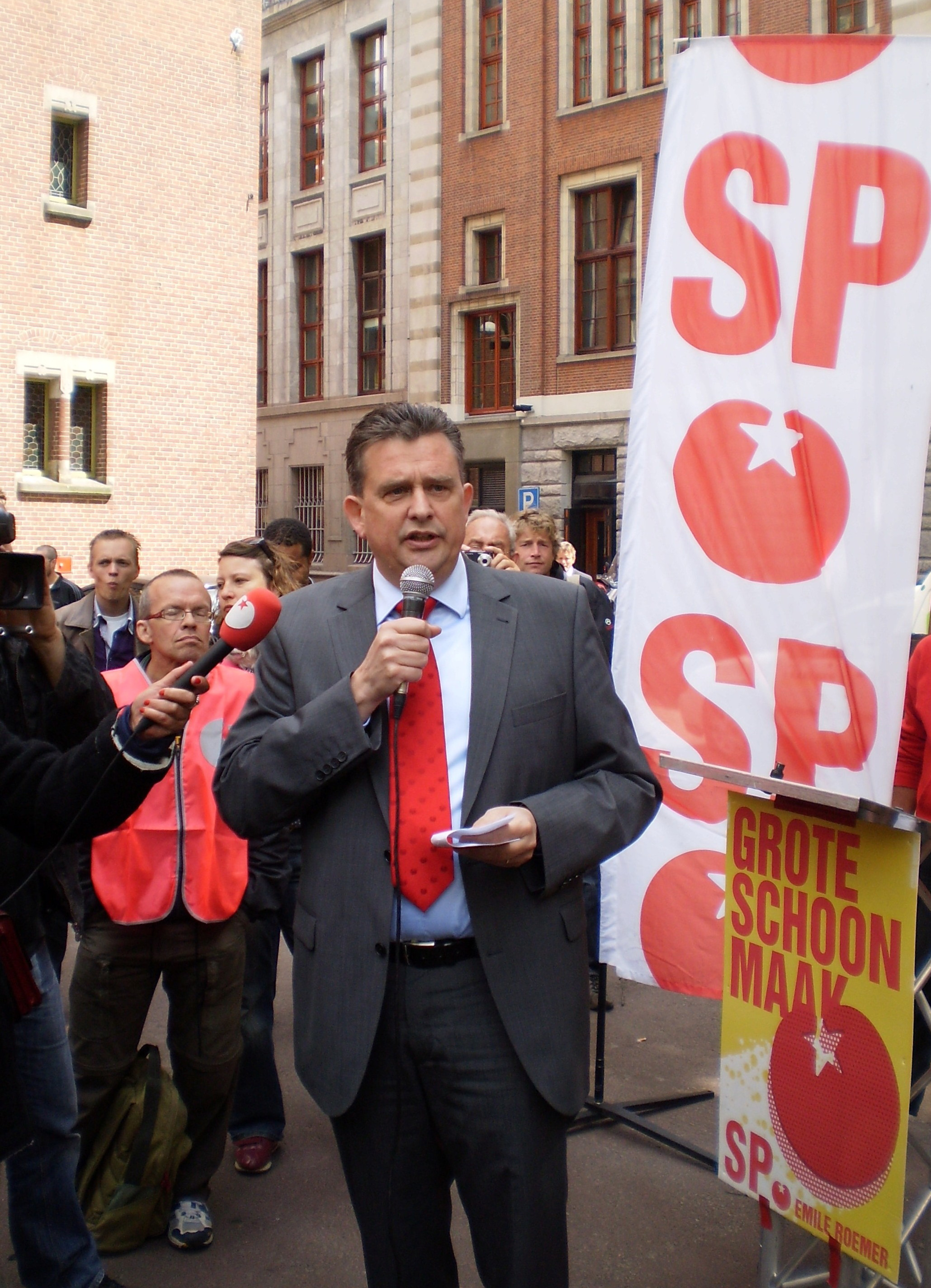
Emile Roemer lijsttrekker del Partito Socialista nel 2010

Il Lijsttrekker (in italiano: leader di lista, o capolista), nei Paesi Bassi e in Belgio, è la persona più in alto nella lista dei candidati di un partito politico alle elezioni. Il leader del partito è anche il leader politico e svolge il ruolo principale nella campagna elettorale e nei dibattiti a nome del partito. Il leader del partito riceve generalmente molta più attenzione nei media rispetto agli altri candidati nella sua lista.
A volte un leader è sostenuto da uno o più lijstduwers alla fine di un elenco.

## Ruolo del Lijsttrekker dopo le elezioni

### Paesi Bassi
È consuetudine che dopo un'elezione di successo il leader del partito svolgerà anche il ruolo di capogruppo. Uno dei primi compiti del nuovo gruppo politico dopo le elezioni è quindi quello di scegliere tra i suoi membri, o nominare il capogruppo.
È consuetudine, ma certamente non necessario, che il leader del partito che partecipa alla coalizione di governo dopo le elezioni alla Tweede Kamer sia nominato dal suo partito per la carica di ministro presidente o vice primo ministro nel gabinetto. Il primo ministro tende ad emergere tra i lijsttrekker delle precedenti elezioni.
Durante la campagna elettorale, questa persona spesso attira la massima attenzione, ad esempio sui dibattiti del lijsttrekker, durante i quali i lijsttrekker discutono questioni rilevanti con i loro colleghi in televisione.
Il leader del partito viene spesso indicato come leader del partito o leader politico dopo le elezioni.

### Belgio
A livello comunale, è normalmente intenzione del leader del partito con il maggior numero di voti di ottenere l'incarico a sindaco. Tuttavia, lui/lei può essere emarginato dalla formazione di coalizioni e accordi tra i piccoli partiti. Alla fine, il candidato sindaco deve essere nominato dalla maggioranza dei membri del consiglio comunale del governatore della provincia, che saranno nominati in seguito dal governo regionale.
A livello federale e regionale, i leader di partito dei principali partiti svolgono un ruolo importante nella formazione della coalizione al fine di formare un governo. Tuttavia, non vi è alcun collegamento necessario tra il disegno della lista e il successivo esercizio di un mandato nel nuovo governo o nella presidenza del gruppo politico in parlamento.